# Domenico Fenocchio
Domenico Fenocchio (Ghedi, 7 febbraio 1913 – Brescia, 27 marzo 2007) è stato un pilota motociclistico italiano.

## Carriera
Reduce da oltre otto anni di servizio militare come motociclista portaordini (anche a causa della seconda guerra mondiale), Fenocchio fece il suo esordio nelle competizioni motociclistiche alla Sei Giorni svoltasi nel 1948 a Sanremo, ritirandosi. Poco dopo si procurò una Matchless 350 ex militare con cui iniziò a correre nel motocross, spesso raggiungendo il luogo della gara con la stessa moto con cui gareggia, cambiando gli pneumatici, eliminando la targa e i fanali.
Nei primi anni corse in varie specialità (velocità, cross, regolarità e gincane) con i mezzi più disparati, finché nel 1952 entrò a far parte della squadra Gilera. In quello stesso anno fu 4º alla Milano-Taranto su una Nettuno 250. 
La Casa di Arcore destinò Fenocchio principalmente alla regolarità, ma il centauro bresciano ottenne ottimi risultati anche nel cross: nel 1953 fu campione italiano della 500, titolo ripetuto anche nei due anni successivi. Pur di correre nel motocross, il bresciano acquistò un Saturno Cross, così da poter correre all'estero, dove i premi erano più ricchi. 
Nella regolarità invece, al secondo posto nel Trofeo FMI del 1953 si affiancarono le medaglie d'oro alle Sei Giorni 1954, 1956 e 1958 e la vittoria alla nona edizione della Valli Bergamasche, nel 1956.
Inoltre, nel 1953 vinse anche il Trofeo Nazionale Gincane e corse il Motogiro d'Italia con una Gilera 150 Sport, ritirandosi alla seconda tappa dopo un ottimo 3º posto nella prima giornata, mentre nel 1955 vinse la sua categoria (500 cm³ Sport) alla Milano-Taranto, ottenendo anche il 4º posto assoluto. Nel suo carniere anche quattro partecipazioni alla Mille Miglia, due delle quali portate a termine nella classe 750.
Alla partecipazione alle competizioni, abbandonate ufficialmente nel 1959 (ma con appendici a livello locale sino al 1970) Fenocchio affiancò l'attività di rivenditore e riparatore Gilera a Brescia. Fenocchio è morto nel 2007 a 94 anni.

## Galleria d'immagini

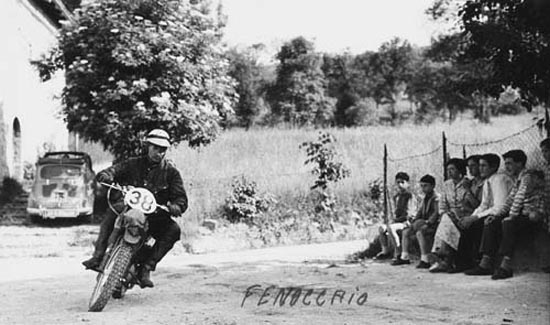
Fenocchio in una gara di regolarità
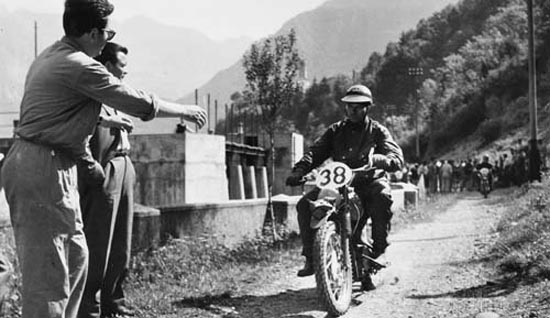
Fenocchio in una gara
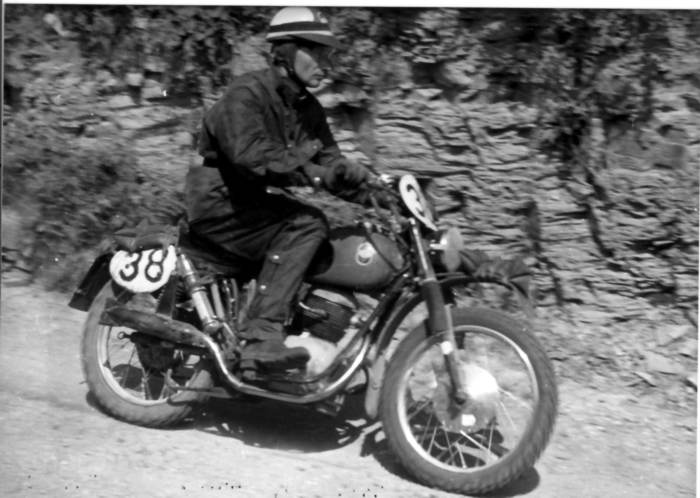
Fenocchio con la Gilera 175
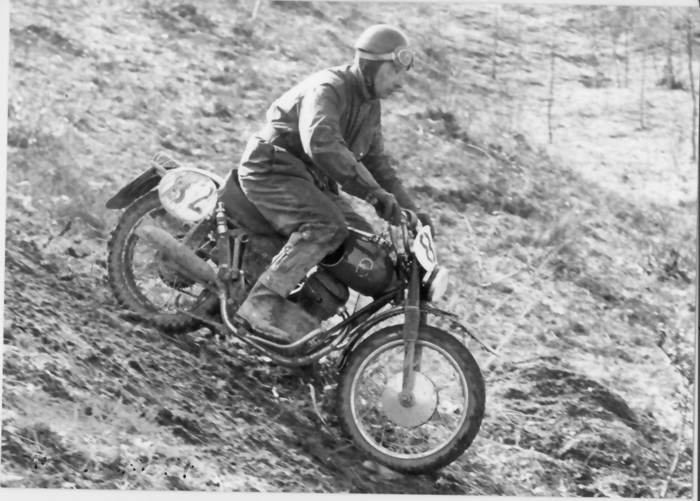
Fenocchio su Gilera 175
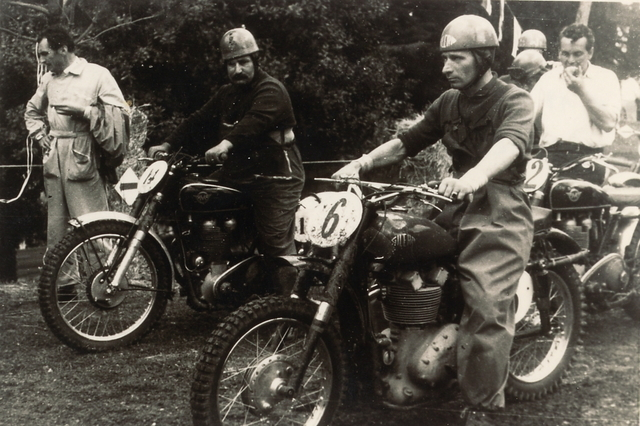
Fenocchio con la Saturno cross
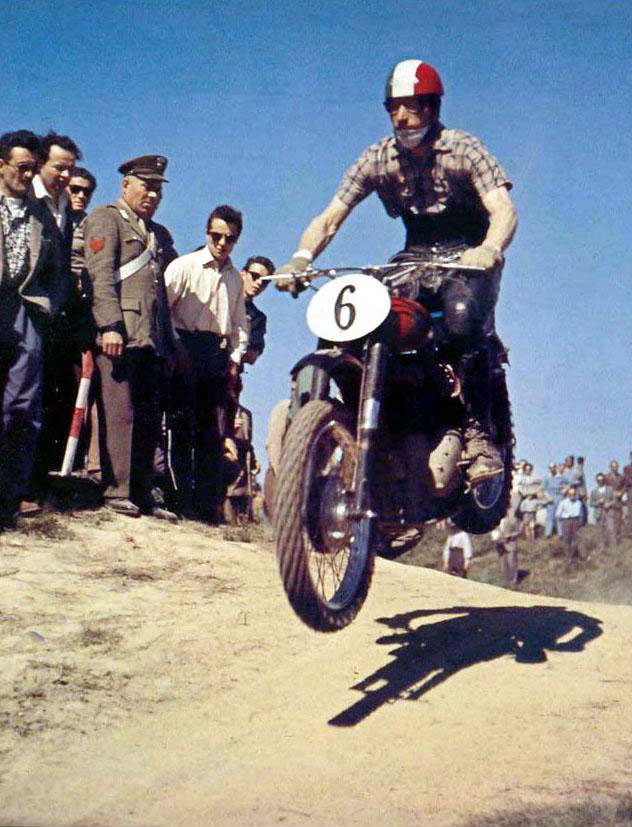
Fenocchio in un salto con la Saturno
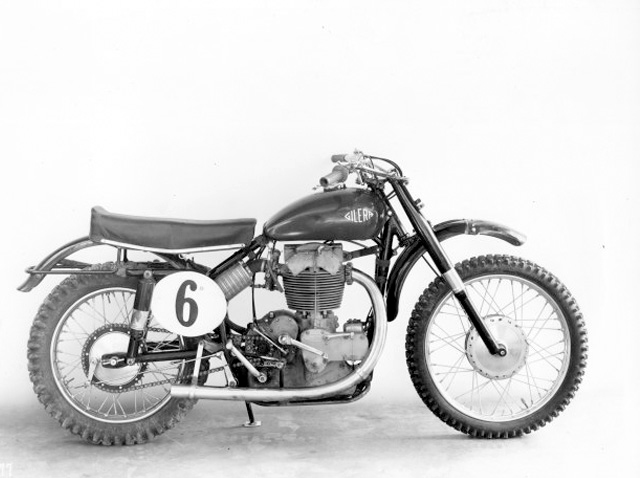
La Gilera Saturno Cross n 6 di Fenocchio
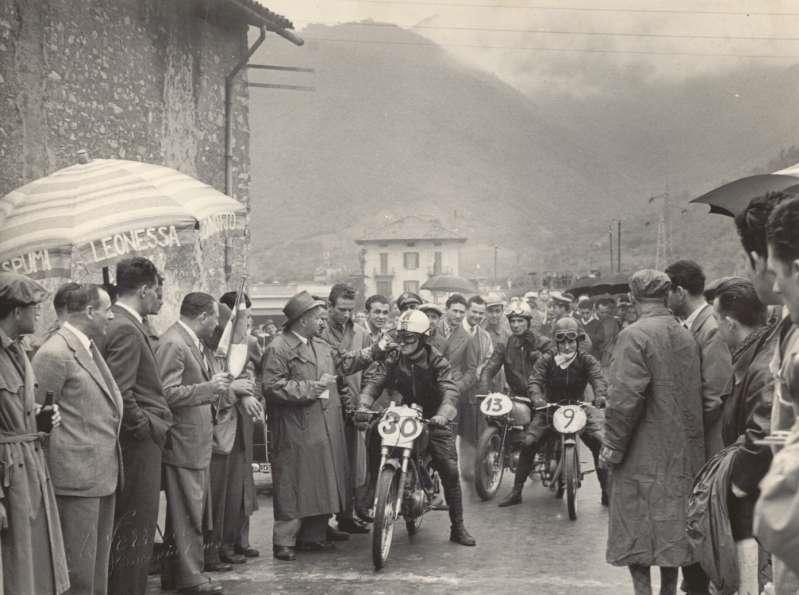
Fenocchio in una gara con la mival (n13)